# Piet Bekker
Pieter Adrianus (Piet) Bekker (1912 – Den Haag, 1992) was een Nederlands kunstschilder, van vooral landschappen, portretten en stillevens.
Hij was zoon van P.A.F.H. Bekker (1876-1965), ook een bekend Haags kunstschilder. Hij studeerde aan de Koninklijke Academie van Beeldende Kunsten in Den Haag. Hij volgde eerst de vierjarige opleiding L.O. tekenen, en behaalde de 'studie acte N IX', en later een vijfjarige cursus  'Decoratief en Reclame Tekenen'. Als schilder was hij autodidact. Hij maakte olieverfschilderijen en aquarelleren in 'Neo-Realistische' stijl. In 1938 werd hij lid van de Nederlandse Kunstkring, in 1941 van Arti et Industriae en in 1946 van de Haagsche Kunstkring.
Hij exposeerde onder andere in Antwerpen, Amsterdam, Rotterdam, New York, Dordrecht, Nijmegen, Vlaardingen en Leiden. Werk van Bekker is in bezit van de gemeente Den Haag, Maassluis en Rijswijk, het rijk, particulieren en bedrijven.